# Jay Darlington
Jay Darlington (Sidcup, 3 maggio 1968) è un tastierista inglese, già componente del gruppo rock Kula Shaker.

## Biografia
Originario del Kent, frequentò la County Senior School di Oxted, nel Surrey.
Entrò a far parte dei Kula Shaker nel 1994 dopo l'abbandono di Saul Dismont. Tre anni dopo lo scioglimento del gruppo, avvenuto nel 1999, entrò nella formazione dal vivo degli Oasis, con cui ha partecipato a svariati tour, l'ultimo dei quali nel 2009, anno dello scioglimento della band. Divenuto nel 2010 il tastierista dei concerti futuri dei Beady Eye, la band fondata da Liam Gallagher dopo la divisione degli Oasis, nel novembre dello stesso anno ha abbandonato il progetto. 
Nel dicembre 2022 è tornato a far parte dei Kula Shaker, riunitisi nel 2004.

## Look e soprannomi
Il look eccentrico (capelli lunghi e lisci e barba) e l'atteggiamento dimesso e silenzioso ne fanno una figura apprezzata dai fan, che lo hanno soprannominato "Gesù". È conosciuto come "Gandalf" e come The Shroud (Il Sudario) dai fan degli Oasis, secondo un nomignolo datogli da Noel Gallagher. Al concerto tenuto a Heaton Park nel 2009 Gallagher lo ha definito Silly Wizard ("mago scemo") e al live della Ricoh Arena di Coventry, nel luglio 2009, lo ha presentato come Lady Godiva over there on the keyboards ("Lady Godiva laggiù alla tastiera"). A Wembley (Londra) e a Sunderland, sempre nel 2009, Noel lo ha presentato così: "ecco il figlio di Dio, Gesù Cristo, laggiù alla tastiera".
Darlington si è esibito una volta a Top of the Pops, suonando la tastiera per i Rooster.